# Pérignac (Charente-Maritime)
Pérignac is een gemeente in het Franse departement Charente-Maritime (regio Nouvelle-Aquitaine). De plaats maakt deel uit van het arrondissement Saintes. Pérignac telde op 1 januari 2022 959 inwoners.

## Geografie
De oppervlakte van Pérignac bedroeg op 1 januari 2022 27,56 vierkante kilometer; de bevolkingsdichtheid was toen 34,8 inwoners per km².
De onderstaande kaart toont de ligging van Pérignac met de belangrijkste infrastructuur en aangrenzende gemeenten.

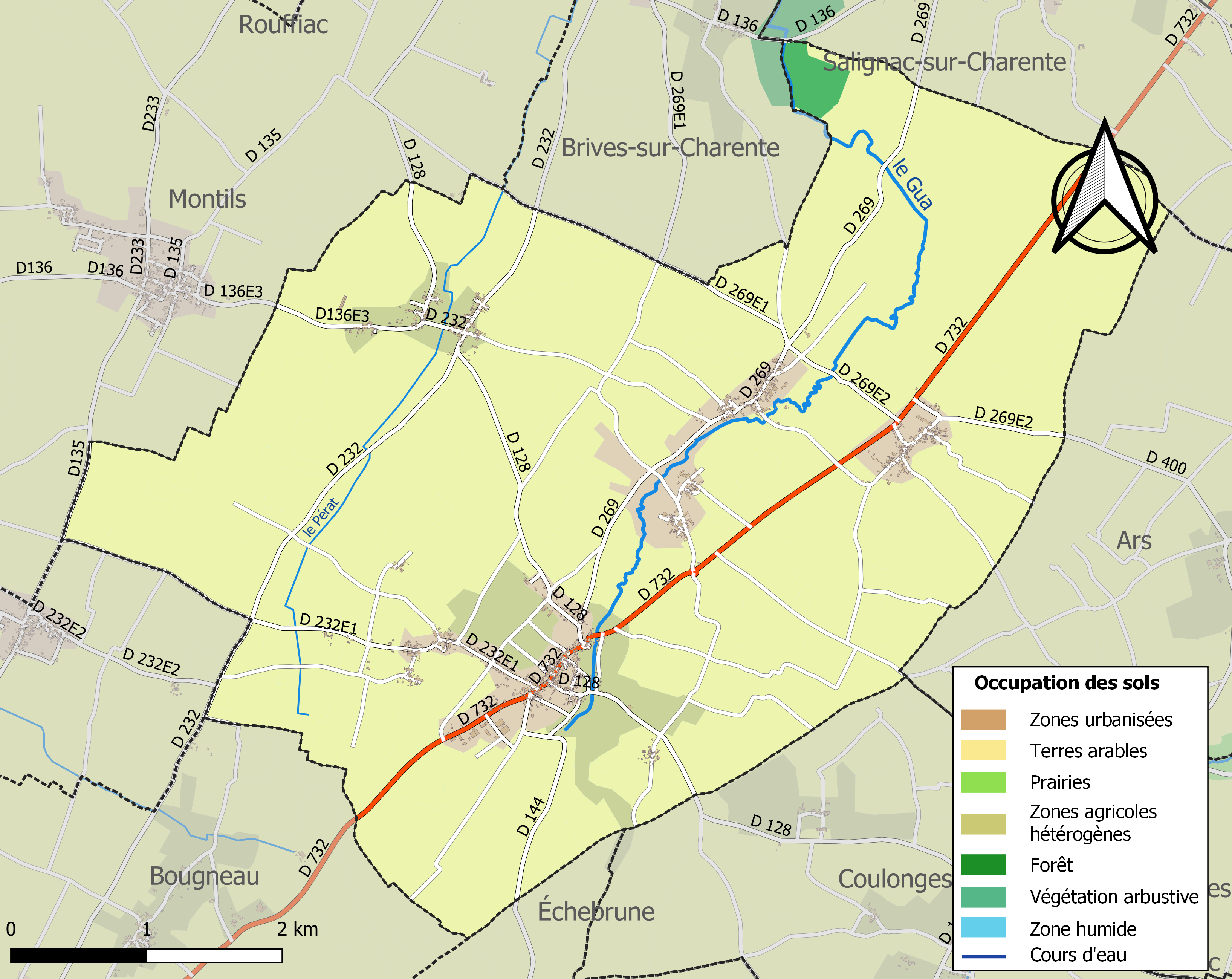

## Demografie
Onderstaande figuur toont het verloop van het inwonertal (bron: INSEE-tellingen).